# Walter Macfarren
Walter Macfarren (Londres, 1826 - 1905) fou un compositor anglès.
En la seva joventut fou infant de cor de l'abadia de Westminster i després va rebre lliçons de música del seu germà George Macfarren, i d'altres notables compositors. Ingressà coma professor la Royal Academy, on tingué entre altres alumnes les compositores Alice Mary Smith, Ethel Mary Boyce, Dora Bright i Steward Macpherson i encarregant-se des de 1868 de dirigir els concerts d'aquella Acadèmia, i el 1904 sol·licità la seva jubilació en el professorat.
Es distingí com a compositor, com a crític musical i com a pianista. És autor de l'obra Formes musicals, de la que en donà diverses lectures públiques el 1903, i d'un mètode de piano, i entre les seves composicions figuren diversos estudis per aquest instrument, algunes obres de caràcter religiós i les simfonies Beppo, Conte d'Hivern, Hero i Leandre, Obertura pastoral, Othello, Enric V, etc.
Publicà l'antologia Populars clàssics, i els seus records Memories, an autobiography (1905).